# ويليام سيدني بيتمان
ويليام سيدني بيتمان (بالإنجليزية: William Sidney Pittman)‏ هو صحفي ومهندس معماري أمريكي، ولد في 21 أبريل 1875 في مونتغومري في الولايات المتحدة، وتوفي في 14 مارس 1958.

## معرض صور

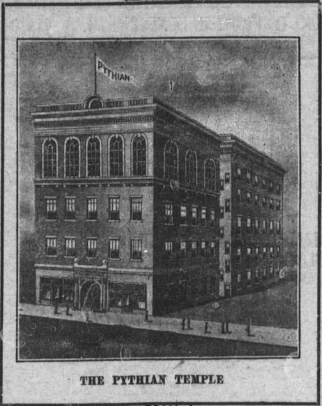
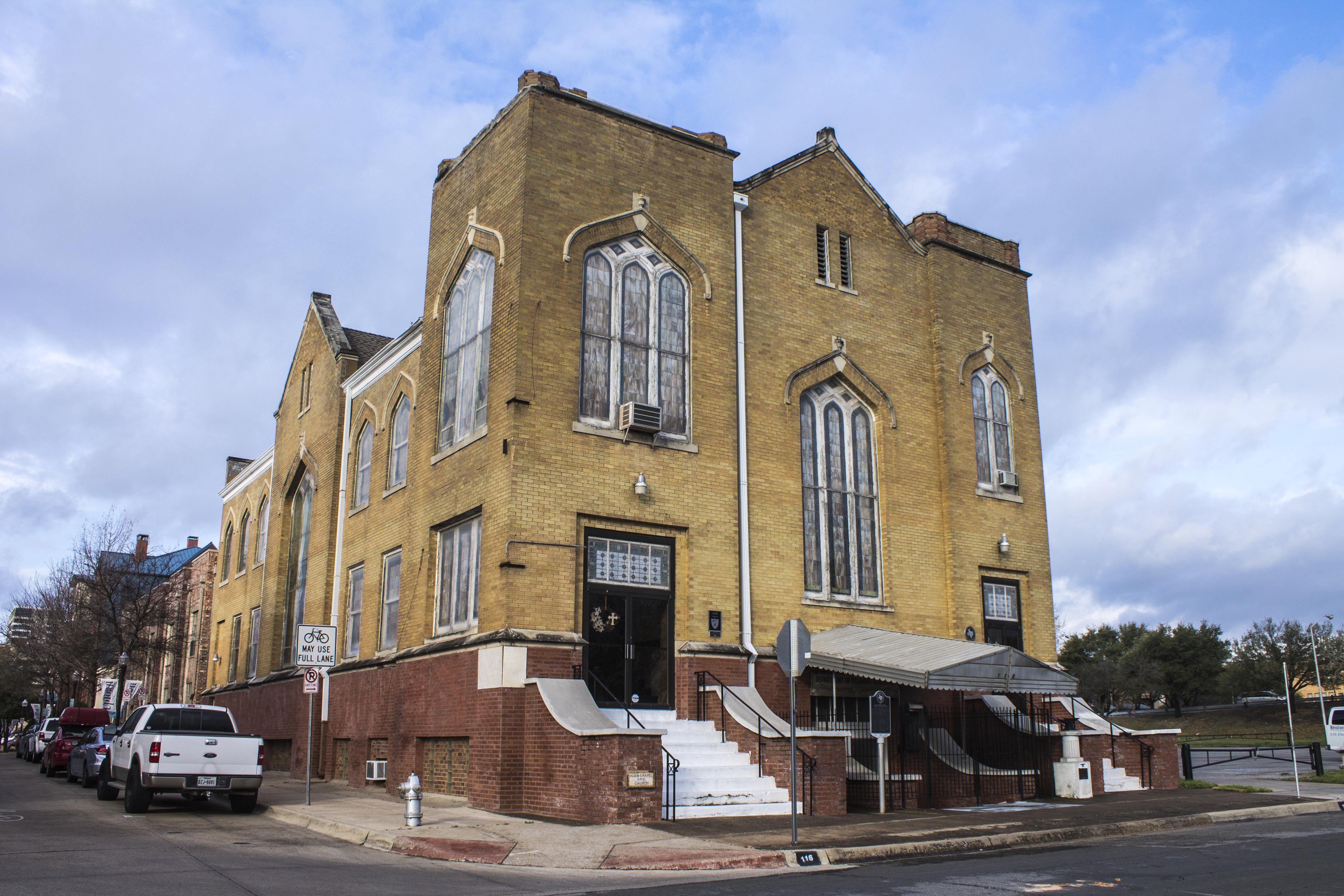
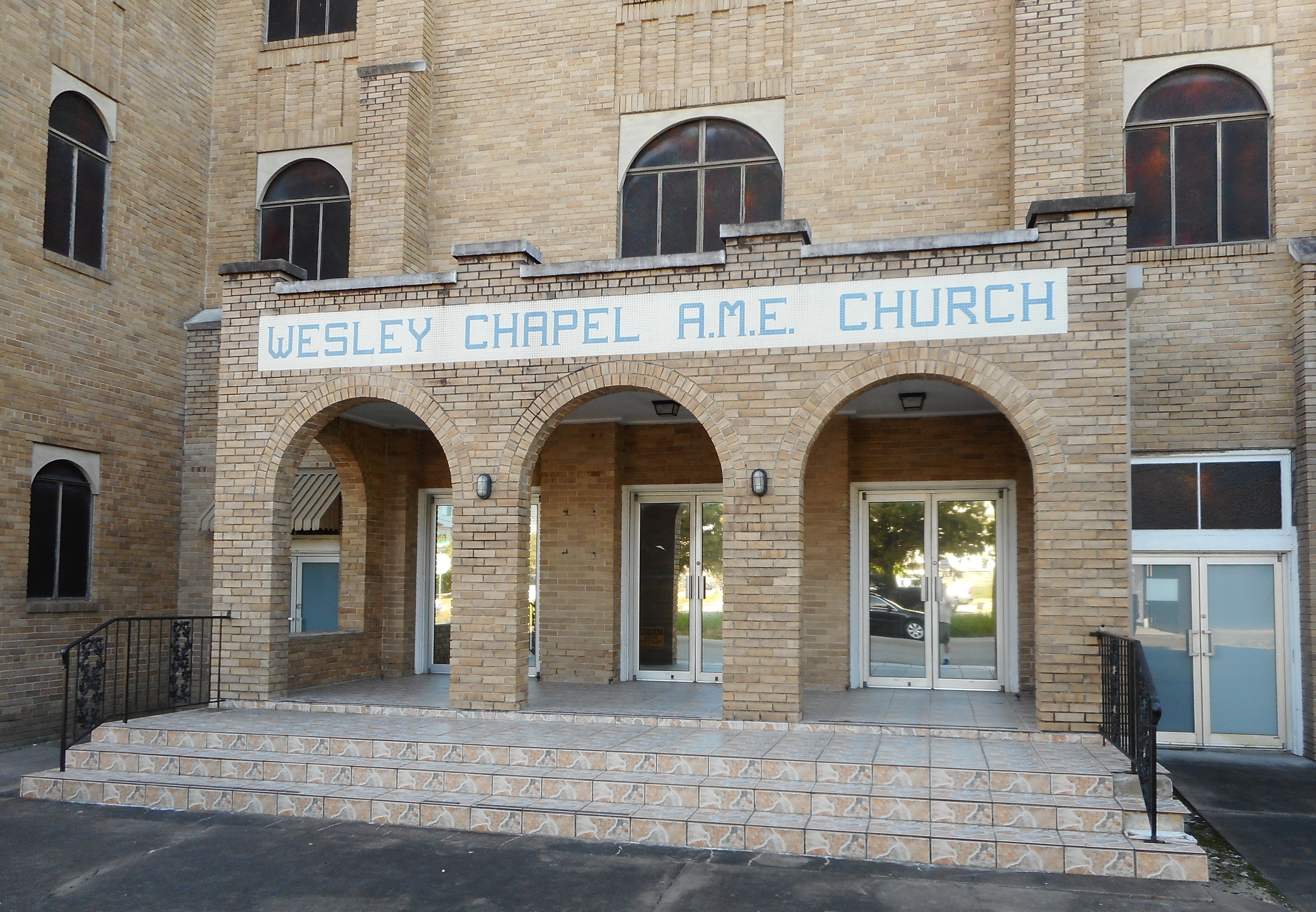